# Hebu (sockenhuvudort i Kina, Jiangxi Sheng, lat 27,10, long 114,97)
Hebu är en sockenhuvudort i Kina. Den ligger i provinsen Jiangxi, i den sydöstra delen av landet, omkring 200 kilometer sydväst om provinshuvudstaden Nanchang. Antalet invånare är 17 381. Befolkningen består av 8 441 kvinnor och 8 940 män. Barn under 15 år utgör 21,0 %, vuxna 15-64 år 70 %, och äldre över 65 år 8,0 %.
Runt Hebu är det ganska tätbefolkat, med 129 invånare per kvadratkilometer. Närmaste större samhälle är Ji'an, 2,1 km nordost om Hebu. Trakten runt Hebu består till största delen av jordbruksmark.
Genomsnittlig årsnederbörd är 2 089 millimeter. Den regnigaste månaden är juni, med i genomsnitt 356 mm nederbörd, och den torraste är oktober, med 23 mm nederbörd.